# Leucoptera lathyrifoliella
Leucoptera lathyrifoliella là một loài bướm đêm thuộc họ Lyonetiidae. Nó được tìm thấy ở Phần Lan, Đức và Anh.
Ấu trùng ăn Lathyrus linifolius, Lathyrus pratensis và Lathyrus sylvestris. Chúng ăn lá nơi chúng làm tổ. 